# Ilhéu de São Miguel
O Ilhéu de São Miguel ou Ilhéu São Miguel é um pequeno ilhéu do arquipélago de São Tomé e Príncipe, localizado junto à costa ocidental da ilha de São Tomé, no Golfo da Guiné. Este ilhéu não é habitado.